# Myiodola brachyptera
Myiodola brachyptera là một loài bọ cánh cứng trong họ Cerambycidae.